# فرودگاه وابش واتر
فرودگاه وابش واتر (به انگلیسی: Wabush Water Aerodrome) یک فرودگاه خصوصی است که یک باند فرود آب دارد. این فرودگاه در کشور کانادا قرار دارد و در ارتفاع ۵۱۸ متری از سطح دریا واقع شده است.